# سيباستيان روبرتس
سيباستيان روبرتس (بالإنجليزية: Sebastian Roberts)‏ هو قائد عسكري بريطاني، ولد في 1954.